# Черемхово (Калининградская область)
Черемхово — посёлок в Гурьевском городском округе Калининградской области. Входил в состав Низовского сельского поселения (упразднёно в 2014 году).

## История
Поселение Дезитен было основано в 1395 году, около 1414 года смеило название на Дизиттен, с середины XVI века закрепилась форма Досситтен.
В 1946 году Досситтен был переименован в поселок Черемхово.

## Население
| 2002 | 2010 |
| ---- | ---- |
| 36   | ↗46  |

В 1910 году в проживало 77 человек, в 1933 году население сельской общины составляло 413 жителей, в 1939 году — 464 жителя.